# كريس برودريك
كريس برودريك (بالإنجليزية: Chris Broderick )‏ (و. 1970  م) هو موسيقي، وعازف قيثارة، وعازف الإيتار الكلاسيكي، وعازف بيانو، من الولايات المتحدة، ولد في ليكوود، كولورادو، وهو عضوٌ في ميغاديث.

## التعليم
تعلم في جامعة دنفر.

## روابط خارجية
- كريس برودريك على موقع ميوزك برينز (الإنجليزية)
- كريس برودريك على موقع أول ميوزيك (الإنجليزية)
- كريس برودريك على موقع ديسكوغز (الإنجليزية)